# Ildefonso Bayard
Ildefonso-Leopoldo Bayard (Coimbra, 3 de Setembro de 1785 — Lisboa, 25 de Janeiro de 1856) foi um diplomata e político que, entre outras funções, foi Ministro da Guerra e Ministro dos Negócios Estrangeiros no 16.º governo da Monarquia Constitucional presidido pelo Marechal Saldanha (1847).

## Biografia
Foi membro da Maçonaria.
Como diplomata, entre 1822 e 1828 foi encarregado de negócios de Portugal na Dinamarca e na Prússia, exercendo iguais funções de 1839 a 1843 na cidade do Rio de Janeiro. 
Foi membro da administração da Companhia das Lezírias a partir de 1837.
Foi Ministro da Guerra no no 16.º governo da Monarquia Constitucional, em funções de 28 de Abril a 3 de Maio de 1847. Acumulou com a pasta dos Negócios Estrangeiros até 22 de Agosto de 1847.